# Maria-Geboortekerk (Bad Laer)
De Maria-Geboortekerk (Duits: Pfarrkirche Mariae Geburt) is een rooms-katholiek kerkgebouw in Bad Laer (Nedersaksen). Het oudste deel van de kerk is de vroegromaanse weertoren uit de 11e eeuw. De toren, in de volksmond "use griese Toarn" genoemd, staat symbool voor Bad Laer en ook nu nog siert de trapgevel van het zadeldak het gemeentewapen.

## Geschiedenis
Vermoedelijk stond in Bad Laer al omstreeks het jaar 800 een eerste kerk van hout. Naar alle waarschijnlijkheid werd op initiatief van bisschop Benno II (* ± 1020 - † 27 juli 1088) ter versterking van zijn invloedssfeer de weertoren van de Mariakerk gebouwd. De 36 meter hoge stenen toren werd van twee meter dikke muren voorzien op een oppervlak van negen bij negen meter. In zware tijden diende de toren voor de bevolking als toevluchtsoord. Aan de zuidzijde van de kerk en de toren bevond zich vroeger een kerkhof. Het geheel werd oorspronkelijk omgeven door een krans van woningen, die als een burcht de kerk omsloten.

## Zaalkerk
Aan de toren werd in de 13e eeuw een romaanse zaalkerk aangebouwd. In deze tijd werd de weertoren voorzien van een zadeldak met trapgevel.
Na de nieuwbouw lag de ingang tot weertoren in de zaalkerk, waarvan het kerkschip 26 meter lang en twaalf meter breed was. Later werd nog een vierhoekig koor en in het zuidoosten een sacristie aangebouwd. De kerk beschikte over twee zijaltaren; het barokke hoogaltaar werd in 1707 opgesteld en kwam oorspronkelijk uit het Klooster Marienfeld te Harsewinkel. Daarvan zijn nog delen in de huidige kerk bewaard gebleven. In de jaren 1860 werd de oude zaalkerk in toenemende mate bouwvallig. De kerk moest worden gesloten en de kerkelijke gemeente week uit naar een op 20 november 1874 ingewijde noodkerk.

## Neogotische kerk
De romaanse zaalkerk werd vervolgens afgebroken en vervangen door een beduidend grotere, drieschepige nieuwbouw in neogotische stijl. Op 28 mei 1872 werd de eerste steen gelegd voor de 42 meter lange kerk. Het ontwerp was afkomstig van de architect Johann Bernhard Hensen, die zelf de voltooiing van de kerk niet meer mocht meemaken. Het bouwmateriaal van de buitenmuren bestond uit kalksteen, vensters en hoeken werden van zandsteen gemaakt en de zuilen van rode baksteen. Van het oude barokke hoogaltaar uit de romaanse zaalkerk kregen twee heiligenbeelden van Maria en de apostel Johannes opnieuw een plaats in de nieuwbouw.
In de Tweede Wereldoorlog werden de kerkklokken in beslag genomen om te worden omgesmolten. In 1949 kreeg de kerk vier nieuwe bronzen klokken. Het kerkgebouw werd in de jaren 1966 en 1985 gerenoveerd. Bij de renovatie van 1985 werd de altaarruimte opnieuw ingericht.

## Orgel
In 1991 werd een nieuw orgel geïnstalleerd. Het orgel werd gebouwd door de orgelbouwer Seifert uit Kevelaer en bezit 33 registers verdeeld over twee manualen. Bijzondere aandacht verdienen de ornamenten aan de orgelkas, die aan zeldzame bloemen en planten uit de omgeving herinneren.